# Thecamichtis
Thecamichtis là một chi bướm đêm thuộc họ Noctuidae.